# Syrgiannès Paléologue
Syrgiannès Paléologue Philanthropenos (en grec, Συργιάννης Παλαιολόγος Φιλανθρωπηνός) est né aux environs de 1290 et mort le 23 août 1334. D'ascendance mixte coumane et grecque, il appartient à l’aristocratie byzantine. Militaire de carrière, il sera impliqué dans la guerre civile qui opposera l’empereur Andronic II (empereur 1282 – 1328) à son petit-fils Andronic III (empereur 1328-1341). Ambitieux et ne cherchant que son intérêt, il changera de camp à deux reprises. Après avoir été fait gouverneur de Thessalonique, il sera arrêté pour complot contre Cantacuzène. S’étant enfui, il ira chercher refuge auprès du roi serbe Étienne Uroš IV Dušan pour le compte duquel il conquerra une grande partie de la Macédoine. Il sera assassiné près de Thessalonique le 23 août 1334.

## Les premières années
Syrgiannès est né aux environs de 1290. On lui donna le nom de son père, ou possiblement de son grand-père, un chef couman qui, à l’instar de nombreux autres, s’était établi dans l’empire durant le règne de Jean III Doukas Vatatzès (empereur 1221 – 1254). À l’origine, le nom était Sytzigan (du couman-turc Sičğan, « souris ») ; il fut hellénisé en Syrgiannes (« maitre Jean ») lorsqu’il fut baptisé,. Son père gravit les rangs de l’armée pour devenir général en chef ou megas domestikos. Sa mère, Eugénia, appartenait à la famille des Paléologue et était la nièce de Michel VIII Paléologue (empereur 1259 – 1282). Conscient du prestige attaché au nom de sa mère, le jeune Syrgiannès décida de se servir de cet atout pour s’élever dans la hiérarchie impériale. Syrgiannès avait également une sœur, Théodora, qui épousa Guy de Lusignan, lequel devait devenir roi de Cilicie arménienne sous le nom de Constantin IV. Son premier poste d’importance fut celui de gouverneur militaire d’une province de Macédoine près de la frontière serbe en 1315. En dépit des traités existant et allant à l’encontre de ses instructions, il décida d’attaquer à la fois la Serbie et l’Épire. Relevé de ses fonctions, il se rebella, fut capturé et emprisonné. Il reçut toutefois son pardon peu avant 1320 et fut nommé en Thrace,,.

## Partisan d’Andronic III durant la guerre civile

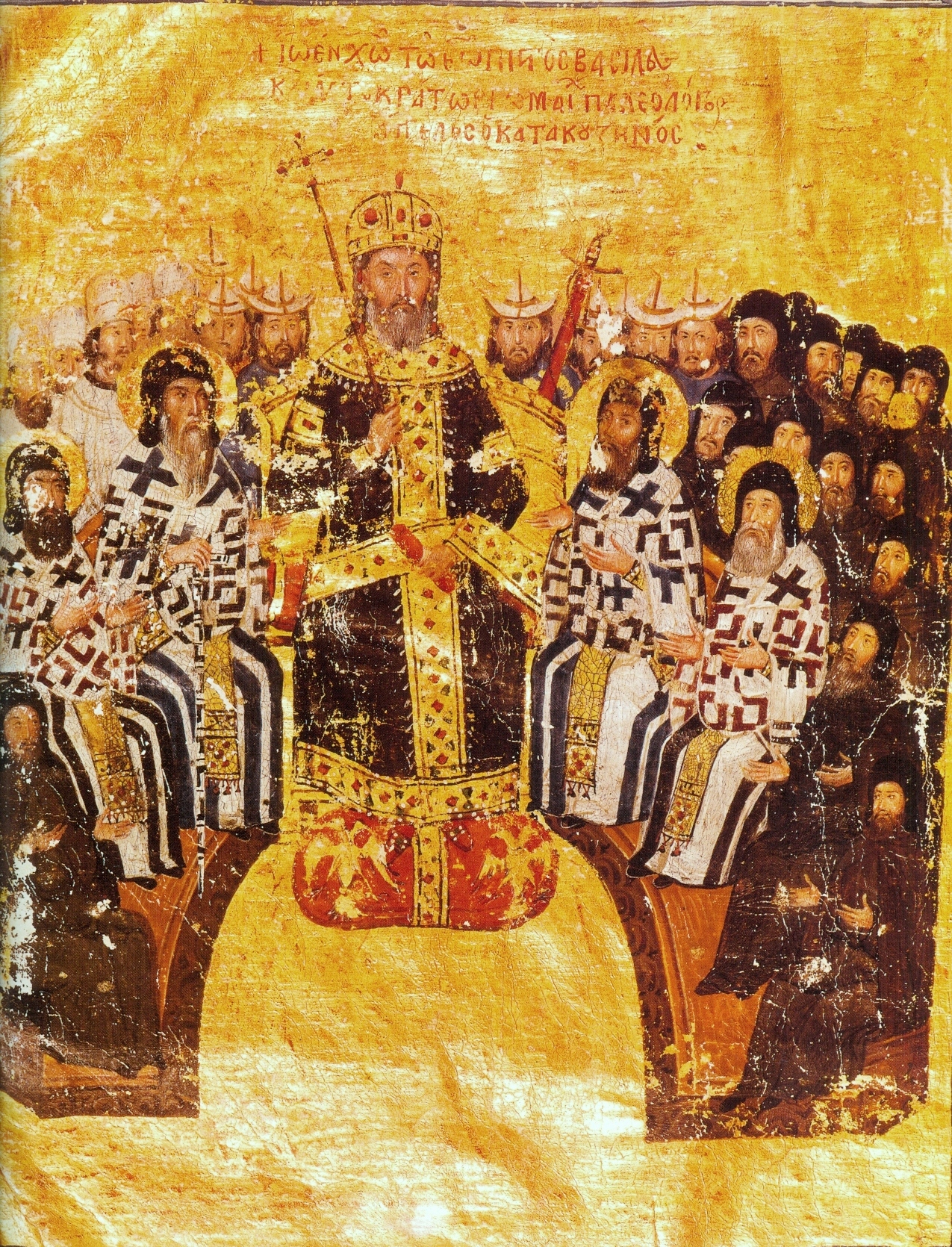
Jean VI Cantacuzène. À la suite des complots de Syrgiannès contre son ancien protecteur, une profonde antipathie règna entre les deux. Traités théologiques de Jean VI Cantacuzène, BNF Gr.1242

Fils de Michel IX Paléologue et de Rita-Maria d’Arménie, Andronic III Paléologue fut nommé coempereur entre 1308 et 1313. Très aimé dans les premières années par son grand-père, le jeune Andronic et son cercle d’amis composé de jeunes nobles dont Syrgiannès finirent par lasser l’empereur vieillissant par leurs nombreuses frasques. Le point de non-retour fut atteint lorsque par une tragique méprise les hommes d’Andronic tuèrent son frère Manuel. Ce geste devait hâter la mort de Michel IX Paléologue (12 octobre 1320). À bout de patience, Andronic II révoqua les titres de son petit-fils provoquant une rupture entre les deux hommes,.
À cette même époque, Syrgiannès et Jean Cantacuzène, en y mettant le prix, furent nommés gouverneurs en Thrace où existait déjà un fort courant hostile au vieil empereur. Il leur fut facile d’exploiter ce mécontentement en faveur du jeune Andronic. Avec la complicité d’Alexis Apokaukos et de Théodore Synadenos, il fomentèrent un complot visant à renverser Andronic II en faveur de son petit-fils,. La révolte éclata à Pâques 1321 lorsque le jeune Andronic et un groupe de partisans s’absentèrent de Constantinople pour une prétendue partie de chasse. En fait, Andronic se rendit à Andrinople où Cantacuzène et Syrgiannès l’attendaient et où il promit d’abolir les taxes qui frappaient durement les habitants de cette province. Ayant levé une armée aux côtés de Jean Cantacuzène, il imposa à Andronic II un partage du pouvoir, après une démonstration militaire,,. Un accord, conclu le 6 juin 1321, mit en place les modalités du partage de l'empire. Le jeune Andronic III, reconnu coempereur, reçut en apanage la Thrace où il établit sa cour pendant qu’Andronic II continuait à régner depuis Constantinople,.
Estimant qu’il n’avait pas reçu sa juste récompense de la part d’Andronic III, Syrgiannès fut profondément déçu de cet accord. Il était également jaloux de la faveur octroyée par le jeune empereur à Cantacuzène. De plus, si l’on en croit certains chroniqueurs Andronic III aurait tenté de séduire la femme de Syrgiannès,. En décembre 1321, il décida de changer d’allégeance et de se réfugier à Constantinople. Il en fut récompensé par Andronic II qui lui accorda le titre de megas doux ou amiral de la flotte impériale. En vertu de l’accord de 1321, Andronic II devait être le seul à traiter avec les autres puissances. Toutefois, Andronic III se mit à pratiquer sa propre politique étrangère, opposée dans bien des cas à celle d’Andronic II. De telle sorte que la guerre civile reprit ; mais cette fois la discorde régnait dans le camp d’Andronic III qui avait pris parti pour son vieil ami Jean Cantacuzène. Il s’ensuivit un nouveau partage du pouvoir en 1322, non plus en termes géographiques, les deux empereurs devant régner conjointement sur l’ensemble du territoire, mais en termes de succession, Andronic III étant confirmé comme seul héritier d’Andronic II. Le 2 février 1325, Andronic III fut couronné empereur associé à son grand-père. Ses plans ayant échoué, Syrgiannès commença à préparer l’assassinat de l’empereur pour s’emparer du trône. Ce complot devait toutefois être déjoué et Syrgiannès fut arrêté et condamné à la prison à vie,,.

## Gouverneur de Macédoine, Syrgiannès passe du côté des Serbes

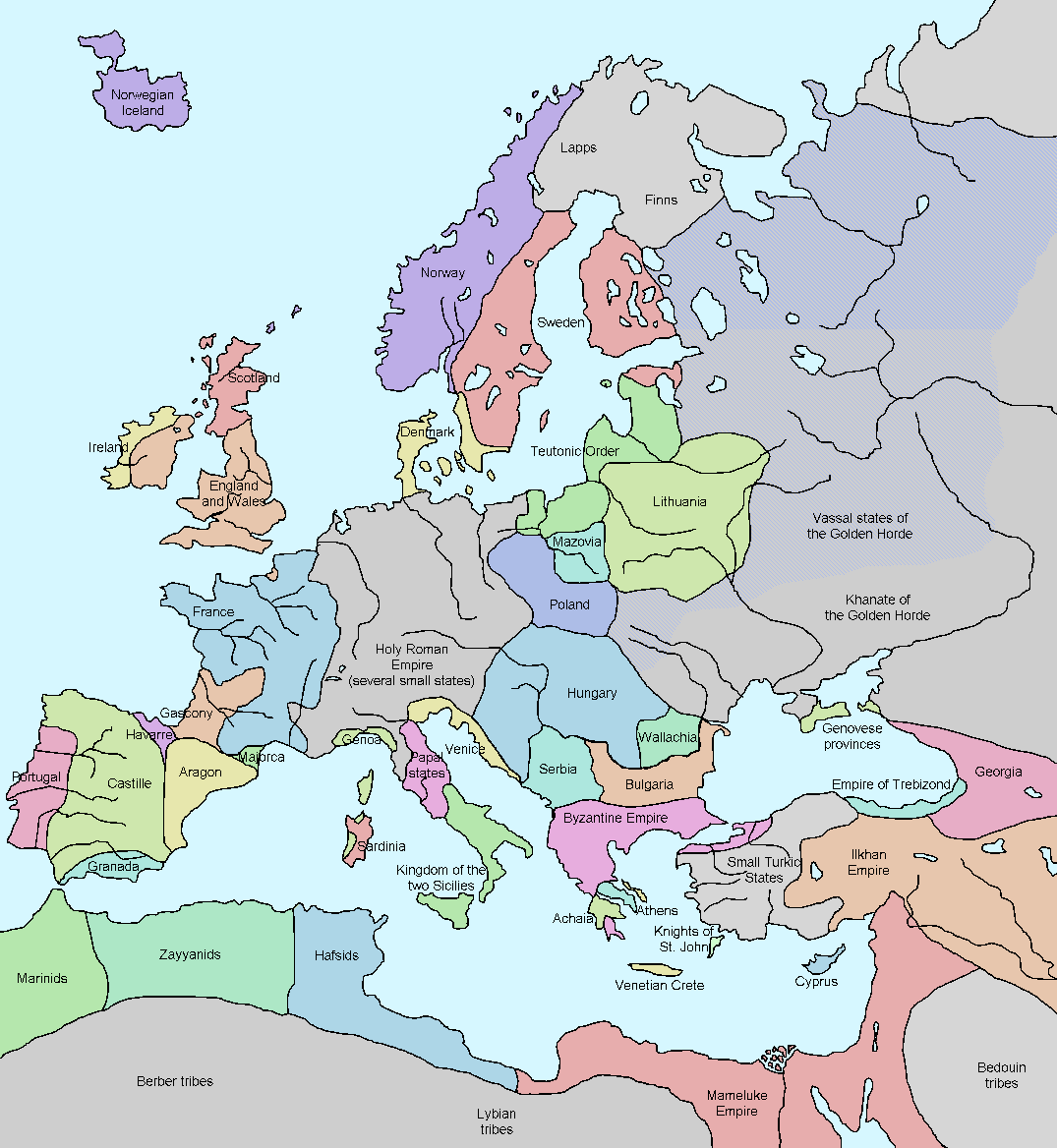
L'Europe en 1328; Étienne Dusan tentera d'étendre ses frontières aux dépens de l'empire byzantin

Andronic III parvint toutefois à renverser son grand-père et à devenir seul empereur en 1328. Syrgiannès fut alors libéré sur le conseil de Jean Cantacuzène et parvint à retrouver la faveur de l’empereur. À la fin de l’année 1329, il réussit à se faire nommer gouverneur de Thessalonique, la deuxième ville de l’empire, ainsi que de la Macédoine occidentale et de l’Albanie,. À nouveau, il commença ses intrigues contre Cantacuzène, cette fois avec la complicité de l’impératrice Rita-Maria, la mère de l’empereur. Celle-ci vivait à Thessalonique et avait pour mission de surveiller discrètement Syrgiannès. Toutefois elle s’éprit de lui au point d’en faire son fils adoptif. À la mort de celle-ci à la fin de 1333, les plans de Syrgiannès furent découverts. Arrêté, il fut envoyé à Constantinople pour y répondre de trahison. En cours de route toutefois, il parvint à s’échapper et à trouver refuge à Galata d’où il gagna ensuite la Serbie,. 
Étienne Dušan lui confia alors une imposante force avec laquelle il envahit la Macédoine byzantine en 1334. Ses qualités de général, sa connaissance de la disposition des forces byzantines et l’amitié qui continuait à l’unir à divers officiers de l’armée byzantine devaient lui ouvrir les portes de plusieurs forteresses jusqu’à Kastoria. De là, la route de Thessalonique était ouverte et Syrgiannès vint mettre le siège devant la ville défendue par des troupes de secours. Les deux camps restèrent sur leurs positions pendant plusieurs jours, mais le 23 août 1334, Syrgiannès fut attiré dans une embuscade hors de son camp par Sphrantzès Paléologue, transfuge serbe qui avait reçu comme mission de Constantinople de le capturer. Outrepassant ses instructions, Sphrantzès choisit plutôt d’assassiner Syrgiannès,,. Ayant ainsi perdu leur principal commandant militaire et se voyant menacés d’une invasion hongroise au nord, les Serbes durent négocier la paix avec les Byzantins, paix qui fut du reste à leur avantage puisque, si les places frontalières prises par Syrgiannès devaient retourner à l’empire, celles conquises par Étienne Dušan au cours des deux dernières années, dont Ohrid, Prilep, Sturmica et Vodène (aujourd’hui Édesse) restèrent aux mains des Serbes.

## Évaluation
Son ambition, son amour incurable des complots et ses nombreuses trahisons ont fait de Syrgiannès l’un des plus noirs personnages de l’époque aux yeux de nombreux historiens contemporains et postérieurs. Nicéphore Grégoras écrivit qu’il aurait mérité la mort et compara sa fuite en Serbie à celle de Thémistocle chez les Perses. D’autres évoquèrent le nom d’Alcibiade pendant qu'Angeliki Laiou le qualifie d’ « acteur diabolique » de la guerre civile,. 

### Sources contemporaines du règne d’Andronic II
- Georges Pachymère. De Andronico Paleologo, éd. I. Bekker (Corpus Sriptorum Historiae Byzantinae, 1835) pp. 11-652 (pour les années 1282 à 1307).
- Nicéphore Grégoras. Byzantina Historia, éd. L. Schopen, I, (Corpus Scriptorum Historiae Byzantinae, 1829) pp. 158-312 pour les années 1282 à 1321.

### Sources postérieures
- Bartusis, Mark C. (1997). The Late Byzantine Army: Arms and Society 1204-1453. University of Pennsylvania Press.  (ISBN 0-8122-1620-2).
- (en) Alexander Kazhdan (dir.), Oxford Dictionary of Byzantium, New York et Oxford, Oxford University Press, 1991, 1re éd., 3 tom. (ISBN 978-0-19-504652-6 et 0-19-504652-8, LCCN 90023208).
- Laiou, Angeliki E. (1972). Constantinople and the Latins: The Foreign Policy of Andronicus II, 1282-1328. Harvard University Press.
- Nicol, Donald MacGillivray (1993). The Last Centuries of Byzantium, 1261-1453. Cambridge University Press.  (ISBN 978-0-521-43991-6). https://books.google.com/?id=y2d6OHLqwEsC.
- Norwich, John Julius (1996). Byzantium: The Decline and Fall. New York: Alfred A. Knopf.  (ISBN 0-679-41650-1).
- Ostrogorsky, Georges. Histoire de l’État byzantine, Paris, Payot, 1983.  (ISBN 2-228-07061-0).
- Van Antwerp Fine, John (1994). The Late Medieval Balkans: A Critical Survey from the Late Twelfth Century to the Ottoman Conquest. University of Michigan Press.  (ISBN 978-0-472-08260-5). https://books.google.com/?id=Hh0Bu8C66TsC.
- Vasary, Istvan (2005). Cumans and Tatars: Oriental Military in the pre-Ottoman Balkans, 1185-1365. Cambridge University Press.  (ISBN 978-0-521-83756-9).